# Europapokal der Pokalsieger (Handball) 2002/03
Am EHF-Europapokal der Pokalsieger 2002/03 nahmen 36 Handball-Vereinsmannschaften teil, die sich in der vorangegangenen Saison in ihren Heimatländern im Pokalwettbewerb für den Wettbewerb qualifizieren konnten. Es war die 28. Austragung des Pokalsiegerwettbewerbs. Die Pokalspiele begannen am 4. Oktober 2002 und endeten mit dem zweiten Finalspiel am 4. Mai 2003. Im Finale konnte BM Ciudad Real seinen Titel gegen Redbergslids IK verteidigen.

## Modus
Der Wettbewerb startete mit vier Spielen in Runde 2. Die Sieger zogen in Runde 3 ein, in der weitere, höher eingestufte, Mannschaften einstiegen. Alle Runden inklusive des Finales wurden im K.-o.-System mit Hin- und Rückspiel durchgeführt.

## Runde 2
Die Hin- und Rückspiele fanden zwischen dem 4. Oktober 2002 und dem 13. Oktober 2002 statt.
|                      | Gesamt |                       | Hinspiel | Rückspiel |
| -------------------- | ------ | --------------------- | -------- | --------- |
| HC Bascharage        | 60:68  | HC Gldani Tbilisi     | 29:34    | 31:34     |
| Haukar Hafnarfjörður | 74:36  | Youth Union Strovolos | 31:20    | 43:16     |
| HT Tatran Prešov     | 73:44  | HC Spartak Baku       | 39:23    | 34:21     |
| HC Kehra Tallinn     | 50:56  | Dennis Turku          | 23:32    | 27:24     |

## Runde 3
Die Hin- und Rückspiele fanden zwischen dem 8. November 2002 und dem 17. November 2002 statt.
|                         | Gesamt |                             | Hinspiel | Rückspiel |
| ----------------------- | ------ | --------------------------- | -------- | --------- |
| Hapoel Rishon LeZion    | 45:69  | RK Celje                    | 19:38    | 26:31     |
| E&O Emmen               | 47:62  | SC Szeged                   | 26:31    | 21:31     |
| RK Krivaja Zavidovići   | 49:68  | GK Energija Woronesch       | 26:32    | 23:36     |
| Drammen HK              | 45:53  | HT Tatran Prešov            | 28:25    | 17:28     |
| Lusis Akademikas Kaunas | 45:58  | HCM Constanța               | 22:28    | 23:30     |
| BM Ciudad Real          | 76:45  | ATSV Innsbruck              | 38:23    | 38:22     |
| ZTR Saporischschja      | 51:43  | KS Warszawianka             | 25:20    | 26:23     |
| A.S. Ionikos Athen      | 45:46  | RK Tutunski Kombinat Prilep | 21:20    | 24:26     |
| HC Gldani Tbilisi       | 28:78  | Chambéry Savoie HB          | 15:37    | 13:41     |
| Sporting Neerpelt       | 51:68  | Redbergslids IK             | 28:33    | 23:35     |
| Pallamano Conversano    | 45:53  | Haukar Hafnarfjörður        | 27:27    | 18:26     |
| Ademar León             | 62:47  | Wacker Thun                 | 35:21    | 27:26     |
| RK Metković             | 43:55  | GOG Gudme                   | 23:22    | 20:33     |
| TBV Lemgo               | 77:47  | Çankaya Belediyesi Ankara   | 33:20    | 44:27     |
| Dennis Turku            | 51:31  | Sporting Lissabon           | 26:14    | 25:17     |
| Arkatron Minsk          | 43:55  | RK Lovćen Cetinje           | 18:24    | 25:31     |

## Runde 4
Die Hinspiele fanden am 7./8. Dezember 2002 statt und die Rückspiele am 14./15. Dezember 2002.
|                   | Gesamt |                             | Hinspiel | Rückspiel |
| ----------------- | ------ | --------------------------- | -------- | --------- |
| GOG Gudme         | 48:57  | Chambéry Savoie HB          | 24:33    | 24:24     |
| RK Lovćen Cetinje | 50:58  | GK Energija Woronesch       | 30:29    | 20:29     |
| BM Ciudad Real    | 43:35  | ZTR Saporischschja          | 24:15    | 19:20     |
| Ademar León       | 60:47  | Haukar Hafnarfjörður        | 29:21    | 31:26     |
| RK Celje          | 78:44  | RK Tutunski Kombinat Prilep | 41:22    | 37:22     |
| HCM Constanța     | 50:80  | TBV Lemgo                   | 27:38    | 23:42     |
| SC Szeged         | 66:47  | HT Tatran Prešov            | 36:22    | 30:25     |
| Redbergslids IK   | 59:42  | Dennis Turku                | 32:19    | 27:23     |

## Viertelfinals
Die Hinspiele fanden am 1./2. März 2003 statt und die Rückspiele am 7./8./9. März 2003.
|                 | Gesamt |                       | Hinspiel | Rückspiel |
| --------------- | ------ | --------------------- | -------- | --------- |
| TBV Lemgo       | 74:62  | SC Szeged             | 40:32    | 34:30     |
| Ademar León     | 55:57  | BM Ciudad Real        | 30:26    | 25:31     |
| RK Celje        | 77:44  | GK Energija Woronesch | 44:23    | 33:21     |
| Redbergslids IK | 55:54  | Chambéry Savoie HB    | 30:21    | 25:33     |

## Halbfinals
Die Hinspiele fanden am 29./30. März 2003 statt und die Rückspiele am 5. April 2003.
|                 | Gesamt |           | Hinspiel | Rückspiel |
| --------------- | ------ | --------- | -------- | --------- |
| Redbergslids IK | 73:67  | TBV Lemgo | 36:32    | 37:35     |
| BM Ciudad Real  | 59:55  | RK Celje  | 34:27    | 25:28     |

## Finale
Das Hinspiel fand am 26. April 2003 in Ciudad Real statt und das Rückspiel am 4. Mai 2003 in Göteborg.
Bei der zweiten Finalteilnahme insgesamt konnte BM Ciudad Real den Titel erfolgreich verteidigen.
|                | Gesamt |                 | Hinspiel | Rückspiel |
| -------------- | ------ | --------------- | -------- | --------- |
| BM Ciudad Real | 57:51  | Redbergslids IK | 33:27    | 24:24     |